# Seleneto de hidrogênio
Seleneto de hidrogênio é o composto químico de fórmula H2Se, o mais simples hidreto de selênio. H2Se é um gás incolor, inflamável sob condições padrão. É o mais tóxico composto de selênio com um limite de exposição de 0,05 ppm em um período de 8 horas. Este composto tem um cheiro muito irritante que lembra raiz-forte deteriorada.

## Estrutura e propriedades
H2Se adota uma estrutura "curvada" com um ângulo de 91° entre as ligações H-Se-H. Consistente com esta estrutura, três bandas vibracionais ativas em infravermelho são observadas: 2358, 2345 e 1034 cm−1. 
As propriedades do H2S e do H2Se são similares, embora o seleneto seja mais ácido, com pKa = 3.89, e o segundo pKa = 11.0 at 25 °C. Refletindo sua acidez, H2Se é solúvel em água.

## Preparação
Industrialmente, é produzido por tratar o selênio elementar a T > 300 °C com hidrogênio gasoso. Uma variedade de rotas para obter-se H2Se tem sido apresentadas, as quais são adequadas tanto para preparações de grande como pequena escala. Em laboratório, H2Se é normalmente preparado pela ação de água sobre Al2Se3, concomitante com a formação de alumina hidratada. Uma reação relacionada envolve a hidrólise ácida de FeSe.
Al2Se3  +  6 H2O  ⇌ 2 Al(OH)3  +  3 H2Se
H2Se também pode ser preparado por meio de métodos diferentes com base na geração in situ em solução aquosa usando-se hidreto de boro, o teste de Marsh e a liga de Devarda. De acordo com o método de Sonoda, H2Se é gerado pela reação de H2O e CO sobre Se na presença de Et3N. H2Se pode ser adquirido em cilindros.

## Reações
O selênio elementar pode ser recuperado de H2Se através de uma reação com solução aquosa de dióxido de enxofre (SO2).
2 H2Se  +  SO2 ⇌ 2 H2O  +  Se  +  S
Sua decomposição é usada pera preparar o selênio elemental altamente puro.

## Aplicações
H2Se é comumente usado na síntese de compostos contendo Se. Ele permite acreções em alcenos. Ilustrativa é a síntese de selenourea de nitrilas.

O seleneto de hidrogênio também é usado para obter o composto heterocíclico selenofeno com a condencação com os alquinos.

## Segurança
O gás é perigoso, sendo um dos compostos mais tóxicos de selênio. O valor limite é de 0,05 ppm. Em altas concentrações, mesmo em exposição menores que um minuto, o gás ataca os olhos e mucosas causando sintomas similares aos gripais, pelo menos, por alguns dias.
Na Alemanha, o limite em água potável é 0,008 mg/L, e a US EPA recomenda uma contaminação máxima de 0,01 mg/L.